# کافرقلعه (سنگسر)
کافر قلعه نام دژی تاریخی است که در حدود ۶ کیلومتری غرب مرکز شهر مهدیشهر (سنگسر) در شهرستان مهدیشهر بر فراز کوهی بلند که از پای آن چشمه گل رودبار می‌جوشد، قرار گرفته‌است.

## مصالح بکار رفته
دیوارها و برج و باروی آن سنگ و گچ و ساروج و قسمتی از دیوارها از آجر است و پیداست که بنیاد دژ از زمان‌های دیرین بوده و همچنان که از اسم آن مشخص می‌شود بعداً مورد استفاده باطنیان یعنی پیروان حسن صباح(رجب ۴۸۳ تا ۶ ربیع‌الثانی ۵۱۸ هجری قمری) قرار گرفته و به همین جهت به رسم سلجوقیان (شاخهٔ بزرگ ۴۲۹–۵۵۲ هجری) که باطنیان را «ملاحده» می‌نامیدند، آنجا را «کافر قلعه» خوانده‌اند.
باطنیان مستقر در این دژ در سایر مناطق قومس نیز پیروانی داشته‌اند.

## دفن اشیا قیمتی در کوه
در سنگسر روایت می‌کنند که قلعه نشینان پس از سال‌ها پایداری سرانجام هنگامی که ناچار به ترک آن شدند سلاح‌ها، وجوه و اشیاء ذیقیمت خود را در جوار قلعه در شکاف کوهی گذاشتند و جلوی آن را با سنگ و صخره چنان گرفتند که به کلّی ناپدید شد و تاکنون کسی به آن دست نیافته‌است. ساختار خاص کوه گل رودبار و صخره‌های پرشیب آن به این فرضیه قوت می‌بخشد.
گرچه علّت ترک قلعه را ذکر نمی‌کنند امّا این واقعه باید پس از کشته شدن رکن‌الدین خورشاه، آخرین خداوند دژ الموت (۶۱۸–۲۹ شوال ۶۵۴ هجری) به فرمان هولاکوخان مغول (۶۵۴–۶۶۳ هجری) یعنی پس از ۶۵۴ هجری انجام شده باشد و احتمالاً از حدود زمان حسن صباح تا این تاریخ مورد استفاده پیروان او بوده‌است.

## منبع
- اعظمی سنگسری، چراغعلی (۱۳۷۱)، تاریخ سنگسر_مهدی‌شهر، مؤلف